# Mehter Marşı

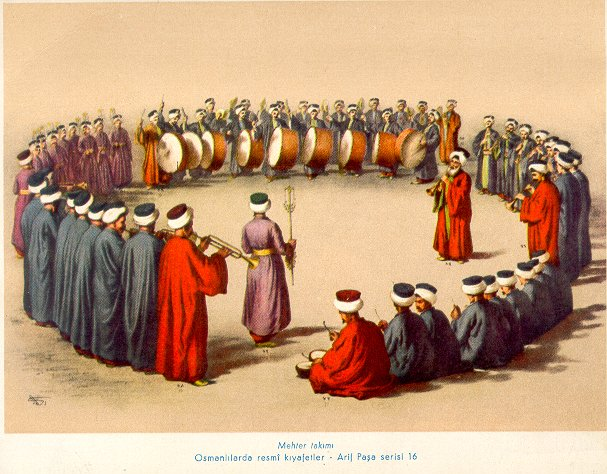
Mehter op een prent uit 1839

Mehter Marşı (spreek uit: mehter marsjuh) is oude Turkse legermuziek. Mehter Marşı ontstond in het Ottomaanse Rijk en wordt nog steeds gebruikt in oorlogstijden als steun voor de krijgsmacht.

## Instrumenten
De instrumenten van de Mehter zijn de grote trom (küvrük-kös) ook bekend als "Turkse trom", de gewone trommel (tomruk-davul) en de cimbalen (ceng-zil). Ook de (Turkse) "halve maan" (hilal) – een soort bellenboom die officieel "geraasmaker" heet – is een instrument van de Mehter. Daarbij komen dan een aantal blaasinstrumenten zoals de zurna (oerklarinet), bazuinen en trompetten. De Mehter wordt altijd geleid door een commandant en begeleid door standaards of vlaggen. 

## Teksten van de Mehter Marşı uit het Osmaanse Rijk (1917)

### Ceddin Deden
Ceddin deden, neslin baban
Hep kahraman Türk milleti
Orduların, pekçok zaman
Vermiştiler dünyaya şan
Türk milleti, Türk milleti
Aşk ile sev milliyeti
Kahret vatan düşmanını
Çeksin o melun zilleti

### Vertaling
Uw voorvaderen meesters der tijden
Het Turkse volk is altijd heldhaftig geweest
Uw legers zijn telkenmale
befaamd in de wereld geweest
O Turks Volk, O Turks Volk
Houd met hartstocht van uw natie
Verpletter de vijand van het vaderland
Laat die vervloekte de vernedering proeven